# Corte costituzionale (Italia)
La Corte costituzionale, nell'ordinamento italiano, è il più importante organo di garanzia costituzionale.
I suoi compiti sono di:
- verificare la conformità alla Costituzione delle leggi, statali e regionali, e degli atti aventi forza di legge (controllo di legittimità costituzionale);
- dirimere conflitti di attribuzione tra i poteri dello Stato, tra lo Stato e le regioni e tra le Regioni stesse;
- giudicare sulle accuse promosse nei confronti del Presidente della Repubblica;
- verificare l'ammissibilità dei referendum abrogativi.

La Corte è costituita da quindici giudici, la cui elezione spetta a diversi organi: cinque sono scelti dal Parlamento, cinque dal Presidente della Repubblica e cinque da tre collegi di cui fanno parte le più importanti magistrature. Inizialmente il loro mandato durava dodici anni, poi ridotti a nove. I giudici della Corte eleggono uno di loro Presidente della Corte costituzionale, con funzioni di coordinamento e mandato triennale.
Sebbene prevista dalla Costituzione italiana del 1948, la Corte era stata oggetto di dubbi da parte di diversi membri della Costituente, perplessi davanti alla capacità di un ristretto collegio di cassare leggi già emesse in Parlamento; la Costituzione lasciava dunque spazio a leggi ordinarie successive che determinassero il funzionamento della Corte. Queste vennero emesse nel 1953. Un ulteriore ritardo alla sua inaugurazione fu dovuto all'alto quorum richiesto per l'elezione dei cinque giudici scelti dal Parlamento, così che la Corte costituzionale trovò attuazione solo nel 1955 e tenne la sua prima udienza nel 1956.
È nota anche con il nome informale di Consulta a causa della sua sede, il palazzo della Consulta, a Roma.

## Competenze
In base all'articolo 134 della Costituzione, modificato dalla legge costituzionale n.1/1989, la Corte:
- Giudica sulle controversie relative alla legittimità costituzionale delle leggi e degli atti aventi forza di legge, dello Stato e delle Regioni;
- Risolve conflitti di attribuzione tra i poteri dello Stato, su quelli tra lo Stato e le Regioni e tra le Regioni;
- Si esprime sulle accuse promosse contro il Presidente della Repubblica, a norma della Costituzione, unitamente a 16 cittadini che presentino i requisiti per l'eleggibilità a senatore che sono estratti da un apposito elenco compilato periodicamente dal parlamento;
- La legge costituzionale n. 1/1953, all'articolo 2, estende le competenze della corte anche al giudizio di ammissibilità dei referendum abrogativi di leggi ordinarie esistenti.

## Composizione

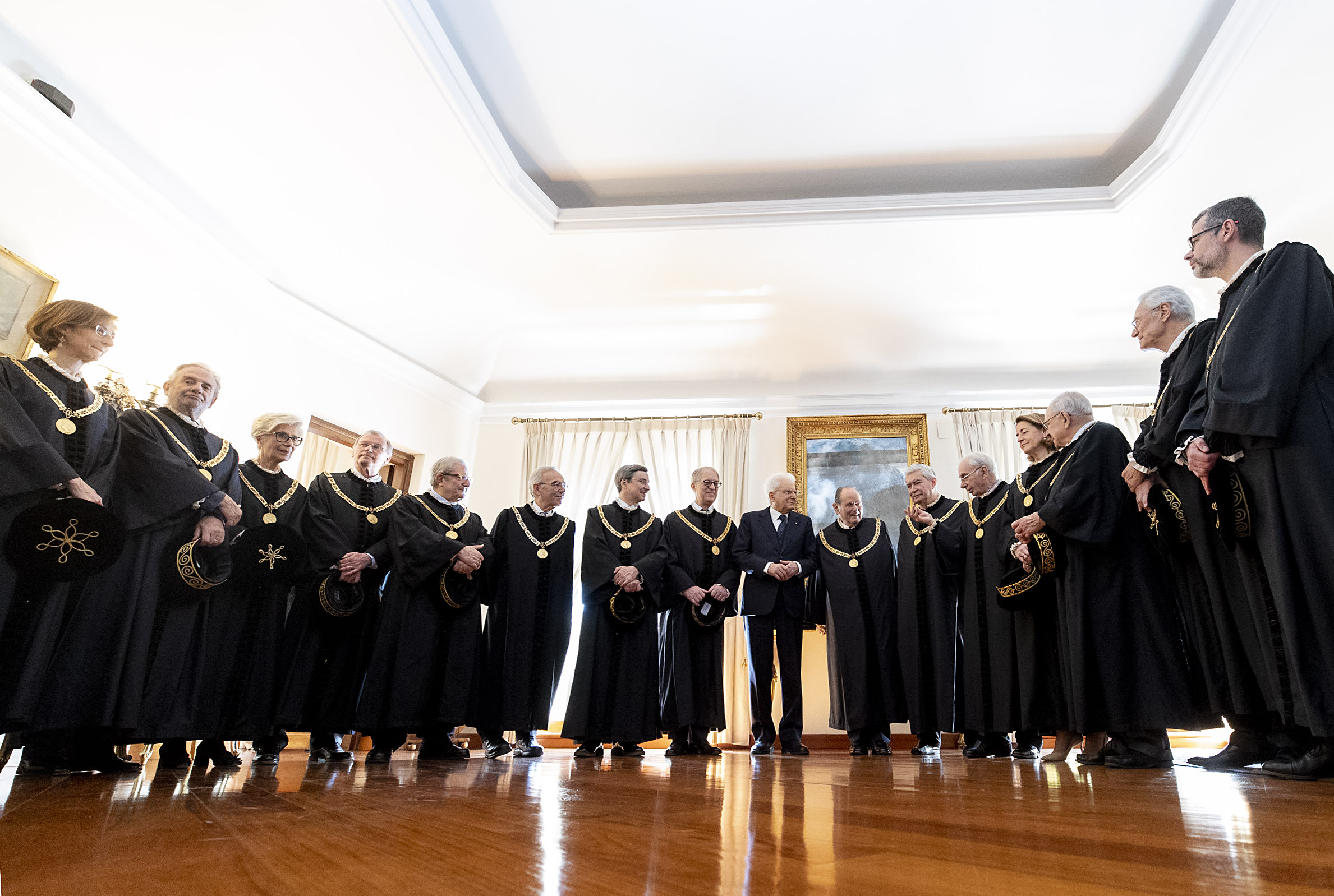
Il Presidente della Repubblica con i giudici della Corte costituzionale nel 2019.

L'art. 135 comma 1 della Costituzione afferma che la Corte costituzionale è composta di quindici giudici nominati:
- Per un terzo dal Presidente della Repubblica;
- Per un terzo dal Parlamento in seduta comune;
- Per un terzo dalle supreme magistrature ordinaria, amministrative e contabile; di questi (secondo l'art. 2, comma 1, lettere a), b) e c) della legge n. 87 dell'11 marzo 1953):
  - Tre sono eletti da un collegio del quale fanno parte il presidente, il procuratore generale, i presidenti di sezione, gli avvocati generali, i consiglieri e i sostituti procuratori generali della Corte di cassazione;
  - Uno da un collegio del quale fanno parte il presidente, i presidenti di sezione e i consiglieri del Consiglio di Stato;
  - Uno da un collegio del quale fanno parte il presidente, i presidenti di sezione, i consiglieri, il procuratore generale e i viceprocuratori generali della Corte dei conti.

Questa struttura mista è finalizzata a conferire equilibrio alla Corte costituzionale: per favorire tale equilibrio il costituente associa, nella composizione dell'organo, l'elevata preparazione tecnico-giuridica e la necessaria sensibilità politica.
La nomina da parte del capo dello Stato è un atto presidenziale in senso stretto per il quale è prevista la controfirma del Presidente del Consiglio dei ministri, che può essere negata nel caso di mancanza dei requisiti dei candidati o per gravi ragioni di opportunità. Quindi, il contenuto del decreto è deciso autonomamente dal presidente della Repubblica e la controfirma ha solo lo scopo di certificare la regolarità del procedimento seguito.
L'elezione a opera del Parlamento in seduta comune avviene a scrutinio segreto e con la maggioranza dei due terzi dei componenti dell'assemblea. Per gli scrutini successivi al terzo è sufficiente la maggioranza dei tre quinti. L'alto quorum ha spesso determinato ritardi (oltre il termine di un mese previsto da norma costituzionale) nell'elezione dei giudici, pericolosi perché la Corte per funzionare necessita di almeno undici giudici, tanto che nel 2002, per la prima volta, la Corte ha rinviato la discussione di una delle cause in ruolo per il mancato raggiungimento del quorum di undici giudici.
L'elezione da parte della magistratura avviene con una maggioranza assoluta dei componenti del collegio e, in mancanza di questa, in seconda votazione a maggioranza relativa con ballottaggio fra i candidati, in numero doppio di quelli da eleggere, più votati.
I giudici sono scelti tra i magistrati, anche a riposo, delle giurisdizioni superiori ordinarie e amministrative, i professori ordinari di università in materie giuridiche e gli avvocati con più di venti anni di attività professionale forense. Nel momento in cui il soggetto diventa giudice della Corte deve interrompere l'eventuale attività di membro del Parlamento o di un Consiglio regionale, di avvocato e di ogni carica e ufficio stabiliti dalla legge.
In relazione a questa componente elettiva si è posto il problema di stabilire che cosa si debba intendere per suprema magistratura: la tesi che ha prevalso è di ritenere che il soggetto debba possedere requisiti sia formali (cioè l'essere magistrato) sia sostanziali (cioè esercitare effettivamente le funzioni).
Il giudice così nominato resta in carica nove anni, decorrenti dal giuramento, alla scadenza dei quali cessa dalla carica e dall'esercizio delle funzioni. Il mandato non può essere rinnovato.

Non è possibile la prorogatio del giudice con mandato scaduto, in attesa della nomina e dell'entrata nelle funzioni del nuovo giudice. Ciò potrebbe comportare qualche problema, per il fatto che non sempre il termine di un mese per la nomina di un nuovo giudice viene rispettato.
I membri della Corte costituzionale godono dell'immunità politica e penale simile a quella prevista dall'articolo 68. Al 13 febbraio 2025 sono:
| Nome                          | Ruolo          | Designazione      | Giuramento        | Qualifica                       | Autorità designante                             |
| ----------------------------- | -------------- | ----------------- | ----------------- | ------------------------------- | ----------------------------------------------- |
| Giovanni Amoroso              | Presidente     | 26 ottobre 2017   | 13 novembre 2017  | Magistrato ordinario giudicante | Corte di cassazione                             |
| Francesco Viganò              | Vicepresidente | 24 febbraio 2018  | 8 marzo 2018      | Professore ordinario            | Presidente della Repubblica (Mattarella)        |
| Luca Antonini                 | Vicepresidente | 19 luglio 2018    | 26 luglio 2018    | Professore ordinario            | Parlamento in seduta comune (XVIII legislatura) |
| Stefano Petitti               | Componente     | 28 novembre 2019  | 10 dicembre 2019  | Magistrato ordinario giudicante | Corte di cassazione                             |
| Angelo Buscema                | Componente     | 12 luglio 2020    | 15 settembre 2020 | Magistrato contabile            | Corte dei conti                                 |
| Emanuela Navarretta           | Componente     | 9 settembre 2020  | 15 settembre 2020 | Professoressa ordinaria         | Presidente della Repubblica (Mattarella)        |
| Maria Rosaria San Giorgio     | Componente     | 16 dicembre 2020  | 17 dicembre 2020  | Magistrata ordinaria giudicante | Corte di cassazione                             |
| Filippo Patroni Griffi        | Componente     | 15 dicembre 2021  | 29 gennaio 2022   | Magistrato amministrativo       | Consiglio di Stato                              |
| Marco D'Alberti               | Componente     | 15 settembre 2022 | 20 settembre 2022 | Professore ordinario            | Presidente della Repubblica (Mattarella)        |
| Giovanni Pitruzzella          | Componente     | 6 novembre 2023   | 14 novembre 2023  | Professore ordinario            | Presidente della Repubblica (Mattarella)        |
| Antonella Sciarrone Alibrandi | Componente     | 6 novembre 2023   | 14 novembre 2023  | Professoressa ordinaria         | Presidente della Repubblica (Mattarella)        |
| Massimo Luciani               | Componente     | 13 febbraio 2025  | 19 febbraio 2025  | Professore ordinario            | Parlamento in seduta comune (XIX legislatura)   |
| Maria Alessandra Sandulli     | Componente     | 13 febbraio 2025  | 19 febbraio 2025  | Professoressa ordinaria         | Parlamento in seduta comune (XIX legislatura)   |
| Roberto Cassinelli            | Componente     | 13 febbraio 2025  | 19 febbraio 2025  | Avvocato                        | Parlamento in seduta comune (XIX legislatura)   |
| Francesco Saverio Marini      | Componente     | 13 febbraio 2025  | 19 febbraio 2025  | Professore ordinario            | Parlamento in seduta comune (XIX legislatura)   |

Accanto alla composizione ordinaria, la Corte conosce una composizione integrata, che si ha ogni volta che la Corte è chiamata a giudicare dei reati presidenziali di alto tradimento e di attentato alla costituzione, previa messa in stato di accusa del Capo dello Stato dal Parlamento in seduta comune a maggioranza assoluta dei suoi membri.
In tal caso la Corte è integrata con 16 membri tratti a sorte da un elenco di 45 cittadini eleggibili a senatore che il Parlamento compila ogni nove anni mediante l'elezione con le stesse modalità stabilite per la nomina dei giudici ordinari.
In tal caso la Corte deve essere composta da almeno 21 giudici e quelli aggregati devono essere la maggioranza.

### Il presidente della Corte costituzionale
Ai sensi del combinato disposto dell'articolo 6 della l. n. 87 dell'11 marzo 1953 e dell'articolo 7 del Regolamento Generale della Corte costituzionale, «la Corte elegge a scrutinio segreto sotto la presidenza del giudice più anziano di carica [e] a maggioranza dei suoi componenti il Presidente». Nel caso in cui nessuno ottenga la maggioranza si procede a una nuova votazione e, dopo di questa, eventualmente, alla votazione di ballottaggio tra i candidati che hanno ottenuto il maggior numero di voti e si proclama eletto chi abbia riportato la maggioranza. In caso di parità è proclamato presidente il più anziano di carica e, in mancanza, il più anziano di età.
Dopo l'elezione, il presidente della Corte deve comunicare immediatamente la sua nomina al presidente della Repubblica, al presidente della Camera dei deputati, al presidente del Senato della Repubblica e al presidente del Consiglio dei ministri.
Il presidente, in ossequio al disposto dell'articolo 135, comma 5, della Costituzione, «rimane in carica per un triennio, ed è rieleggibile, fermi in ogni caso i termini di scadenza dall'ufficio di giudice».

Fino alla modifica dell'art. 135, avvenuta nel 1967, il presidente durava in carica quattro anni ed era rieleggibile.
Il presidente della Corte, che è la quinta carica dello Stato, è scelto per una prassi invalsa fra i giudici che stanno concludendo il mandato, in modo da garantire l’avvicendamento nella carica. Durante l'elezione del presidente, per evitare che le preferenze espresse dai giudici siano conosciute all'esterno, le schede di voto vengono bruciate subito dopo la votazione nel caminetto della Camera di Consiglio.
Il presidente della Corte costituzionale svolge svariate funzioni fra le quali risaltano:
- la nomina di un giudice per l'istruzione e la relazione nei giudizi di legittimità costituzionale e la convocazione della Corte per la discussione entro i successivi venti giorni, ai sensi dell'articolo 26 della l. n. 87/1953
- la facoltà di ridurre i termini dei procedimenti nei casi in cui lo ritenga necessario, ai sensi dell'articolo 9 della legge costituzionale n. 1/1953[16]
- la fissazione con decreto del giorno dell'udienza pubblica della Corte, ai sensi dell'articolo 8 delle norme integrative del 2008[17]
- la facoltà di regolare la discussione e di determinare i punti più importanti sui quali essa deve svolgersi, ai sensi dell'articolo 17, comma 2, delle norme integrative del 2008
- la facoltà di votare per ultimo nelle deliberazioni delle ordinanze e delle sentenze e, in caso di parità di voti, la prevalenza della sua preferenza (tranne nei giudizi di accusa nei quali – in ossequio all'articolo 28 della l. n. 20/1962 – «prevale l'opinione più favorevole all'accusato»),[18] ai sensi dell'articolo 17, comma 3, delle norme integrative del 2008

Le attribuzioni conferite dalla legge e dai regolamenti al presidente della Corte, se formalmente lo pongono come primus inter pares rispetto agli altri giudici, sostanzialmente lo pongono in una posizione di effettiva preminenza, seppur non assoluta, ma tale da consentirgli di assolvere a una funzione d'impulso e di coordinamento dei lavori della Corte, oltre che d'influenzare i giudizi di legittimità costituzionale, pur nell'osservanza del principio di collegialità cui s'informa l'attività della Consulta.

### Il vicepresidente della Corte costituzionale
Ai sensi dell'articolo 6, comma 4, della l. 87/1953, «il Presidente, subito dopo l'insediamento nella carica, designa un giudice destinato a sostituirlo per il tempo necessario in caso di impedimento». Dal 1971 questo giudice assume formalmente il titolo di vicepresidente.
Inoltre dal 1996, al giudice più anziano che presiede la Corte in caso di assenza del presidente e del vicepresidente, può essere conferito dalla Corte il titolo di vicepresidente.

## Gli elementi del giudizio costituzionale

### Il parametro
In via del tutto astratta, qualsiasi norma prodotta da fonte costituzionale (sia essa contenuta nella Costituzione o in leggi costituzionali) è idonea a svolgere la funzione di "parametro" in un giudizio di fronte alla Corte costituzionale. Più concretamente, l'estensione del parametro varia a seconda del tipo di giudizio, nonché dell'oggetto dello stesso.
Così, se per i giudizi in via incidentale e in via principale esso consiste nelle «disposizioni della Costituzione o delle leggi costituzionali che si assumono violate», in caso di conflitti tra poteri dello Stato o tra Stato e Regioni esso è, rispettivamente, individuato dalla sfera di «attribuzioni determinata tra i vari poteri da norme costituzionali» e dalla «sfera di competenza costituzionale».
Inoltre, il parametro può essere costituito sia da norme ricavabili da disposizioni espresse, sia da norme implicite, derivanti da combinati disposti, da principi o consuetudini costituzionali, nonché da consuetudini internazionali (immesse nel nostro ordinamento dalla clausola di adeguamento contenuta nell'art. 10 della Costituzione italiana).
Un ultimo cenno merita la cosiddetta «elasticità» del parametro che innanzitutto è composto non solo da elementi di natura normativa, ma anche da elementi di natura fattuale (si pensi alle questioni di fatto che influenzano - per la loro apertura strutturale - i principi costituzionali; ma si pensi anche al giudizio di ragionevolezza, che consiste in un giudizio sulla congruità delle norme rispetto ai fatti), elementi di natura fattuale che possono essere efficacemente sintetizzati con l'espressione, originariamente adottata dalla dottrina costituzionalistica francese, di «blocco di costituzionalità». Ma è anche da sottolineare come, in relazione ad alcuni particolari oggetti, e per la peculiare natura della fonte o per la materia trattata, il parametro di costituzionalità possa «stringersi» o «allungarsi». Così, in relazione ai giudizi concernenti le leggi costituzionali e di revisione costituzionale, le norme concordatarie (contenute nei Patti Lateranensi, cui fa espresso riferimento l'art. 7 della Costituzione) e le norme comunitarie (immesse nell'ordinamento nazionale in base al disposto dell'art. 11 della Costituzione) esso si riduce ai soli «principi fondamentali dell'ordinamento costituzionale». Al contrario, in relazione ai decreti legislativi, il parametro si amplia, secondo lo schema della "norma interposta", anche alla legge di delegazione, la quale (pur rimanendo fonte pleno iure primaria) si pone così, rispetto al decreto legislativo, su di un gradino intermedio tra piano costituzionale e piano legislativo, «degradando», nel reciproco rapporto, il decreto legislativo stesso a fonte subprimaria.

#### Interpretazione costituzionalmente orientata
Quella concepita dalla Corte - quando attinge alla valenza manipolativa dell’interpretazione adeguatrice - è una interpretazione che «non deriva dalla stessa ratio legis, ma dalla ratio constitutionis, ed intende rimodellare la legge per adeguarla al parametro costituzionale»: in tal modo, tra le possibili letture della norma oggetto del sindacato della Corte, viene preferita l'unica che ne salva la conformità col parametro invocato.

### L'oggetto
L'oggetto del giudizio costituzionale, in base a una interpretazione letterale dell'art. 23, comma 1, lettera a) della legge n. 87 del 1953, dovrebbe essere individuato nelle disposizioni di legge; in realtà, a causa dell'ineliminabilità dell'attività interpretativa e al prevalente carattere incidentale (su cui v. infra), il giudizio viene «traslato» sulle norme. Oggetto del processo costituzionale, quindi, è la norma, ma gli effetti di esso ricadono sulla disposizione.
Per la struttura del giudizio di fronte alla Corte, poi, si può affermare che l'oggetto non si riduca alla semplice norma, ma vada ad abbracciare la "situazione normativa", comprendendo quindi le interconnessioni sistemiche e i fatti del processo a quo.
Al momento in cui la Corte iniziò i suoi lavori, "v’era chi sosteneva specialmente in seno all’alta magistratura, che tali giudizi non avrebbero potuto che essere emessi sulle leggi successive all’entrata in vigore della Costituzione, mentre l’esame delle leggi anteriori era compito del potere legislativo, che avrebbe dovuto procedere, quando ritenuto del caso, alla loro abrogazione": dopo la mobilitazione della dottrina più evoluta, la prima sentenza della Corte costituzionale respinse questa teoria, stabilendo che il compito di sindacare la costituzionalità delle leggi e degli atti aventi forza di legge compete alla Corte costituzionale anche sulle leggi del periodo anteriore, cioè sulle leggi del periodo fascista e di quello prefascista, oltre che sui decreti-legge e i decreti legislativi emanati tra la caduta del fascismo e l’entrata in vigore della Costituzione.

### I vizi
Una legge o un atto avente forza di legge, quando è contrario alla Costituzione, è viziato, sub specie di "invalidità"; ossia, l'atto, che pur vìola una fonte sovraordinata, continua a produrre i suoi effetti fino al momento in cui non interviene una pronuncia che ne dichiara il vizio (principio cosiddetto del favor legis).
I vizi di invalidità, a loro volta, possono essere distinti in formali e sostanziali. Si avrà, perciò, un'"invalidità formale" quando l'atto venga adottato in violazione della forma prescritta (ad esempio, una legge costituzionale che sia approvata con il procedimento legislativo ordinario, oppure una legge approvata in un testo differente dai due rami del Parlamento). Si avrà, invece, un'"invalidità sostanziale" quando, pur nel rispetto delle norme procedurali, si abbia una violazione delle norme sostantive (ad esempio, una legge che ponga in essere delle discriminazioni basate sul sesso, sulla razza, su convinzioni religiose, filosofiche, politiche).
Agli albori della giustizia costituzionale, la Scuola di Vienna, di cui fu uno dei massimi esponenti Hans Kelsen, teorizzò l'inesistenza dei vizi sostanziali. Infatti, secondo questa dottrina, tutti i vizi sono formali: una legge, anche quando violi un principio costituzionale, è viziata nella forma, in quanto il vizio verrebbe meno se fosse stata approvata, anziché con il procedimento ordinario, con il procedimento aggravato previsto per la revisione costituzionale. Questa teoria, però, va incontro a due ordini di critiche. Innanzi tutto, essa riduce il vizio sostanziale a vizio formale. Ma per ridurlo, deve prima riconoscerlo, il che è contraddittorio. Inoltre, la più recente dottrina costituzionalistica - suffragata anche da numerose sentenze della Consulta - afferma che nel testo costituzionale, accanto a disposizioni modificabili con il procedimento di revisione, ve ne sono altre (i «principi supremi dell'ordinamento») che, una volta poste dal potere costituente, possono essere modificate solo da quest'ultimo, non essendo nella disponibilità dei poteri costituiti, tra i quali, necessariamente, si deve inquadrare anche il potere di revisione costituzionale.
Tornando ai vizi sindacabili dalla Corte costituzionale, essi possono consistere tanto in una violazione diretta di una norma della Costituzione, quanto nella violazione di una norma implicita, dedotta da un combinato disposto, quanto nella violazione di una legge ordinaria o norma al di fuori dell'ordinamento, nel caso in cui la Costituzione prevede che la costituzionalitá di una norma dev'essere classificata alla stregua di queste norme, o dello spirito complessivo della carta costituzionale.

#### Irragionevolezza
Quest'ultima violazione è quella che, nella giurisprudenza della Consulta, viene indicata con il termine di "irragionevolezza". Fermo restando, infatti, che in base all'art. 28 della legge n. 87 del 1953 il controllo di legittimità della Corte costituzionale su una legge o un atto avente forza di legge esclude ogni valutazione di natura politica e ogni sindacato sull'uso del potere discrezionale del Parlamento, il principio di eguaglianza, contenuto nell'art. 3 della Costituzione, rappresenta il limite ultimo della discrezionalità del legislatore e, contemporaneamente, il metro minimo di riesame delle sue scelte, imponendo al legislatore stesso un duplice onere: di coerenza (a livello di testo o di settore legislativo: "sindacato intrinseco") e di ragionevolezza (a livello di ordinamento costituzionale complessivo e di bilanciamento tra fini e valori costituzionali: "sindacato estrinseco").
La ragionevolezza rappresenta, quindi, il trait d'union tra il concetto metagiuridico di giustizia e quello giuridico di legittimità: «non occorre la coerenza, basta la non contraddizione; non occorre la conformità, basta la compatibilità».
La ragionevolezza o irragionevolezza si manifesta in vari modi:
- Ragionevolezza (coerenza / congruenza) del sistema
- Intrinseca coerenza / incoerenza del sistema ovvero distonia del sistema
- Proporzionalità (congruità / adeguatezza) del mezzo rispetto al fine
- Ragionevolezza (coerenza / congruenza / razionalità) intrinseca / intima / ontologica / interna
- Irragionevolezza (irrazionalità / incongruenza / arbitrarietà / contraddizione) manifesta / palese / irrefutabile / ictu oculi / macroscopica / evidente / stridente
- Irragionevolezza per dimenticanza del legislatore
- Ragionevole (adeguato / razionale / congruo / doveroso / corretto / equo) bilanciamento dei valori e degli interessi in gioco

Si collega inoltre a vari principî:
- Razionalità formale e pratica
- Principio di proporzionalità
- Eccesso di potere legislativo
- Valori di giustizia e di equità
- Conoscenze scientifiche e realtà
- Principio di eguaglianza
- Diritti fondamentali / inviolabili della persona
- Principio di solidarietà
- Principio di buon andamento e imparzialità
- Principi del giusto processo

## Le decisioni della Corte
Le decisioni della Corte costituzionale assumono la forma delle decisioni giurisdizionali tipiche: "sentenze" (decisioni di merito), "ordinanze" (decisioni processuali), "decreti" (decisioni procedurali). Posta la modesta rilevanza esterna dei decreti, si può quindi affermare che le pronunce della Corte si possano distinguere in due categorie: le sentenze di accoglimento e le decisioni di rigetto (siano esse di merito o processuali).

### Decisioni di natura processuale
Per quanto riguarda le "decisioni processuali", esse si basano su considerazioni che non consentono di passare all'esame del merito della questione di legittimità costituzionale. Nella giurisprudenza della Consulta, si può notare come esse assumano promiscuamente la forma delle sentenze o delle ordinanze, non contando tanto la forma stessa, quanto il motivo che sta alla base della decisione di non passare al merito, e presentano in alcuni casi un carattere sostanzialmente decisorio.

### Decisioni di merito
Più complesso si presenta l'esame delle "decisioni di merito". Esse possono essere, innanzi tutto, divise in "sentenze di accoglimento", con le quali la Corte si pronuncia sia sulla questione sia sulla legge, e "decisioni di rigetto" (in forma di sentenza o di ordinanza), le quali invece si pronunciano solo sulla questione, in quanto non spetta alla Corte un generale potere di esternazione della costituzionalità o incostituzionalità delle leggi, ma solo un potere repressivo dell'incostituzionalità.
Per quanto riguarda gli effetti tipici nel tempo, la pronuncia di rigetto è costitutiva, avendo quindi efficacia ex nunc, mentre la sentenza di accoglimento, dichiarativa, ha rilevanti, anche se non assoluti, effetti ex tunc, che arretrano solo di fronte ai rapporti giuridici esauriti (con la rilevante eccezione del giudicato penale).
Una questione di legittimità semplice, la quale ossia si possa concludere con la caducazione o il mantenimento di una disposizione, si risolverà in una pronuncia di fondatezza o infondatezza. Una questione di legittimità costituzionale complessa, invece, ossia una questione per la quale non è sufficiente un'operazione meramente ablatoria da parte della Corte, verrà risolta con uno degli strumenti di cui la giurisprudenza della Consulta si è dotata nella sua attività, ossia con una "decisione interpretativa" oppure con una "sentenza manipolativa".

#### Decisioni interpretative e decisioni manipolative
Nelle "decisioni interpretative" la Corte si pronuncia non sulla disposizione di legge nel significato normativo individuato dal giudice a quo, bensì su un diverso significato normativo che essa stessa ritiene contenuto nella disposizione impugnata. Non c'è così alcuna corrispondenza tra "chiesto e pronunciato".
Le decisioni interpretative di rigetto si dicono "correttive" quando la Corte «corregge» l'interpretazione fornita dal giudice a quo, la quale si discosta dal diritto vivente; si dicono invece "adeguatrici" (o decisioni interpretative di rigetto in senso stretto) quando la Corte individua nella disposizione impugnata dal giudice a quo un diverso significato, eventualmente anche contrario al diritto vivente, ma conforme al dettato costituzionale.
Le sentenze interpretative di accoglimento, invece, le quali sostanzialmente si basano sullo schema di una doppia pronuncia, vengono adottate soprattutto nelle ipotesi in cui si mantenga un diritto vivente difforme a una precedente decisione interpretativa di rigetto.
Per ciò che concerne gli effetti delle decisioni interpretative, mentre le sentenze di accoglimento hanno gli effetti ordinariamente collegati a questo tipo di pronuncia, maggiormente controversa è la questione riguardante le decisioni di rigetto, dovendosi distinguere tra le decisioni di rigetto in senso stretto, nelle quali l'interpretazione fornita dalla Corte è individuabile sia nella motivazione sia nel dispositivo, dalle decisioni di rigetto interpretative, nelle quali invece l'interpretazione fornita dalla Corte è presente nella sola motivazione. Si deve comunque notare come solitamente la giurisprudenza ordinaria si adegui alle interpretazioni operate dalla Corte, discostandosene soltanto in caso di invincibile opposto convincimento ermeneutico.
Le "decisioni manipolative", invece, comportano un'alterazione del parametro (che viene esteso nella sua interpretazione e applicazione) oppure del testo di legge. Queste ultime, a loro volta, possono essere:
- riduttive o ablative: quando espungono, a seconda dei casi, parte della norma oppure parte della disposizione
- additive: quando aggiungono un contenuto normativo assente nella disposizione. Possono essere "additive di garanzia" (o di prestazione) quando la pronuncia della corte introduce una norma (il che avviene quando la pronuncia è «a rime obbligate», ossia quando la norma aggiunta dalla Corte è direttamente ricavabile dal disposto costituzionale), oppure "additive di principio", quando cioè la Corte si limita a indicare un principio, il quale può orientare l'attività interpretativa del giudice ovvero l'azione del legislatore. Le additive di prestazione pongono un problema di copertura delle spese, pur non essendo le sentenze della Corte costituzionale, a differenza delle leggi, soggette all'obbligo costituzionale di copertura.
- sostitutive: quando, con una duplice componente (ablatoria e additiva) una norma o una disposizione viene sostituita con altra norma o altra disposizione.

Come le decisioni della Corte possono avere effetti manipolativi nello «spazio», questi effetti si possono avere anche nel tempo, con decisioni manipolative per il passato (pro praeterito: incostituzionalità sopravvenuta ) oppure per il futuro (pro futuro: incostituzionalità differita) con le quali la Corte - pur riconoscendo nella motivazione l'illegittimità della disposizione impugnata - rinvia l'annullamento con un dispositivo di rigetto (sentenze-indirizzo o monitorie di rigetto, sentenze di incostituzionalità accertata ma non dichiarata; vengono adottate soprattutto per sollecitare l'intervento del legislatore, altrimenti inerte).
Per concludere questo rapido esame delle decisioni della Corte, si deve ricordare che esse, in base all'art. 18 della legge n. 87 del 1953, sono motivate (in fatto e in diritto le sentenze; «succintamente motivate» le ordinanze). La "motivazione" - non prevista da fonti costituzionali, e da alcuni Autori ritenuta anche non costituzionalmente obbligatoria - assume importanti funzioni, sia politiche sia giuridiche, essendo essa rivolta, innanzi tutto, al giudice a quo, ma anche al legislatore, per l'eventuale seguito legislativo, e a tutti gli operatori del diritto.

### Ottemperanza costituzionale
L'elusione del giudicato costituzionale va, per ciò solo, a sua volta, incontro a declaratoria di illegittimità costituzionale per violazione dell'art. 136 Cost.: essa è ravvisabile allorché la norma scrutinata disciplina le stesse fattispecie già regolate da precedente disposizione dichiarata illegittima ovvero proroga surrettiziamente gli effetti di quest'ultima dopo la sua rimozione dall'ordinamento (v. la sentenza n. 245/2012 e la sentenza n. 169 del 2015.

## Le attribuzioni
Come si accennava sopra, la Corte costituzionale, ex art. 134 della Costituzione italiana, è competente a giudicare:
- delle controversie relative alla legittimità costituzionale delle leggi e degli atti aventi forza di legge dello Stato e delle Regioni
- dei conflitti di attribuzione tra i poteri dello Stato e tra Stato e Regioni
- delle accuse promosse contro il Presidente della Repubblica per i reati di alto tradimento e di attentato alla Costituzione
- competenze cui si è aggiunto il sindacato sull'ammissibilità dei referendum, non direttamente previsto in Costituzione

Sono esentate dal controllo della Corte le fonti di diritto dell'Unione europea nei limiti dei principi fondamentali (controlimiti).
Si può quindi affermare che essa svolga una funzione garantista (della legittimità e della legalità costituzionale) e una funzione arbitrale (per ciò che concerne i conflitti).

### Il giudizio sulle leggi
Sono previste due sole vie di accesso al giudizio della Corte, col procedimento in via incidentale (indiretta o di eccezione) e col procedimento in via di azione (diretta o principale): nel primo la questione di legittimità può essere sollevata nel corso di un giudizio e davanti a un'autorità giurisdizionale; per l'altro la facoltà è data unicamente allo Stato e alle Regioni (e alle province autonome di Trento e Bolzano) di presentare direttamente un ricorso di incostituzionalità avverso le leggi rispettivamente della Regione e dello Stato (o di altra Regione).
La giurisprudenza ha poi aggiunto l'ulteriore ipotesi del conflitto di attribuzione tra i poteri dello Stato determinato da una legge o atto avente forza di legge. In Italia, non è ammesso, invece, a differenza di altri sistemi (Spagna, Germania) alcuna ipotesi di accesso diretto del singolo individuo al sindacato costituzionale per tutelare diritti costituzionalmente garantiti che si ritengano essere stati lesi.

#### In via incidentale o di eccezione
Dispone infatti l'art. 1 della legge costituzionale n. 1 del 1948 che «la questione di legittimità costituzionale di una legge o di un atto avente forza di legge della Repubblica, rilevata d'ufficio o sollevata da una delle parti nel corso di un giudizio e non ritenuta dal giudice manifestamente infondata, è rimessa alla Corte costituzionale per la sua decisione». Il giudice della causa (o giudice a quo) svolge quindi la funzione di introduttore del processo costituzionale, di «portiere» che apre le porte del giudizio di costituzionalità, e in questo immette gli elementi, sia normativi sia fattuali, che connotano il processo in seno al quale prende corpo la questione di legittimità costituzionale.
La legge individua due parametri per fondare la legittimazione a proporre una questione di legittimità costituzionale: un dato soggettivo (l'essere un giudice) e un dato oggettivo-funzionale (l'esserci un giudizio); parametri che nella giurisprudenza della Corte costituzionale sono comunque stati interpretati con una certa elasticità, avendo riguardo alle peculiari esigenze del caso (giungendosi, in alcune sentenze, ad affermare l'alternatività degli stessi). Alla luce di quanto affermato, si può quindi distinguere una legittimazione in astratto (sussistente in presenza dei dati soggettivo e oggettivo sopra richiamati) e una legittimazione in concreto (sussistente quando il giudice che sottopone la questione di legittimità costituzionale alla Corte è competente a giudicare la questione principale del processo; nonché quando egli debba fare applicazione della norma della cui legittimità costituzionale si dubita, profilo quest'ultimo che tende a sfumare nel diverso concetto di rilevanza). Il difetto di legittimazione determina l'inammissibilità della questione di legittimità costituzionale.
La Corte costituzionale ha riconosciuto la legittimazione degli arbitri a sollevare questioni di legittimità costituzionale, nella considerazione che l'arbitrato è disciplinato dal codice di procedura civile e dunque è un procedimento per l'applicazione obiettiva del diritto nel caso concreto, con le garanzie del contraddittorio e dell'imparzialità. Mentre è stata negata tale legittimazione al pubblico ministero il quale non può essere equiparato a un giudice in quanto non emette provvedimenti decisori. Anche la stessa Corte può sollevare questioni di legittimità costituzionale.
La Corte costituzionale ha riconosciuto anche alla Corte dei conti, in sede di controllo, la legittimazione a promuovere in via incidentale questioni di legittimità costituzionale ravvisando in essa i caratteri dell'autorità giurisdizionale. La stessa Corte costituzionale può ritenersi giudice a quo, nei casi di autorimessione
Oltre alla legittimazione del giudice, i requisiti di ammissibilità della questione di legittimità costituzionale sono dati dalla rilevanza e dalla non manifesta infondatezza (cui si aggiunge, ma solo quando non sussista sul punto un diritto vivente, il fallimento di ogni tentativo di interpretazione adeguatrice).
La rilevanza, presupposta dalla legge costituzionale n. 1 del 1948 («nel corso di un giudizio»), viene definita dalla legge n. 87 del 1953 («qualora il giudizio non possa essere definito indipendentemente dalla risoluzione della questione di legittimità costituzionale»), e rappresenta la trasposizione in termini processuali dell'incidentalità (e concretezza) del giudizio di legittimità costituzionale.
Ciò però non significa ancora che il giudice a quo possa emettere l'ordinanza con cui sospende il giudizio e rimette la questione alla Corte. Infatti perché ciò accada sono necessarie altre condizioni successive. Innanzitutto la questione deve apparire rilevante, deve essere per il magistrato non manifestamente infondata e infine il giudice deve esperire ogni tentativo di interpretazione adeguatrice, cioè interpretazione conforme alla Costituzione.
Dovendosi affermare, nonostante alcune incertezze sul punto da parte della giurisprudenza costituzionale, la non riducibilità della rilevanza (che è un dato oggettivo e necessario) all'interesse sostanziale della parte (che è, invece, un dato soggettivo ed eventuale), si deve brevemente accennare alle tesi dell'influenza e dell'applicabilità. Secondo la prima di esse, fedelmente alla lettera dell'art. 23 comma 2 della legge n. 87 del 1953, la questione di legittimità costituzionale è rilevante quando l'esito del giudizio a quo è condizionato dall'esito del giudizio costituzionale; secondo invece la tesi dell'applicabilità, la questione di legittimità costituzionale è rilevante quando, anche a prescindere da un'influenza della pronuncia del giudice delle leggi sul giudizio principale, la norma oggetto del giudizio costituzionale deve essere applicata nel giudizio a quo (al riguardo, si pensi alle norme penale di favore). Più correttamente, ribadendo in ogni caso l'autonomia del processo costituzionale (il quale, in base al disposto dell'art. 22 delle norme integrative, prosegue anche quando, «per qualsiasi causa, sia venuto a cessare il giudizio rimasto sospeso di fronte all'autorità giurisdizionale, che ha promosso il giudizio di legittimità costituzionale»), si deve ritenere che, in mancanza di applicabilità della norma indicata dall'ordinanza di rinvio, ci si trovi di fronte a una ipotesi di difetto assoluto di rilevanza, versandosi invece in ipotesi di difetto relativo quando, pur essendo applicabile la norma, non potrebbe avere influenza sul giudizio incidentato la pronuncia della Corte costituzionale.
La non manifesta infondatezza definisce invece la funzione di filtro del giudice a quo, il quale deve sottoporre all'attenzione della Corte costituzionale questioni di legittimità costituzionale «serie» e non meramente dilatorie. Sebbene con l'espressione «non manifesta infondatezza» il legislatore abbia indicato uno stato dubitativo, ossia una condizione psicologica minima, anche al fine di evitare eventuali conflitti tra giudici a quibus e Corte costituzionale, la giurisprudenza della Consulta ha sempre richiesto, sul punto, un esame approfondito e non semplicemente delibatorio, giungendo a non ritenere sufficiente - nelle sentenze additive - un semplice dubbio, ed esigendosi invece da parte del giudice a quo l'indicazione del verso dell'addizione. Vi deve essere identità tra l'istanza di parte e l'ordinanza di rimessione del giudice; cioè il giudice deve rimettere alla corte la stessa questione che è stata sollevata dalla parte mediante la sua istanza al giudice.
Entro venti giorni dalla notificazione dell'ordinanza di rimessione, le parti possono costituirsi di fronte alla Corte costituzionale, esaminare gli atti, e presentare deduzioni. Entro lo stesso termine, possono costituirsi il Presidente del Consiglio dei ministri (in caso di legge statale) o il Presidente della Giunta regionale (in caso di legge regionale). Mentre le parti del giudizio a quo, ove costituite, sono portatrici sia di un interesse personale e concreto (traendo un vantaggio dalla pronuncia della Corte costituzionale), sia dell'interesse generale alla legittimità delle leggi (potendo quindi, anche, la parte sostenere una posizione il cui accoglimento pregiudicherebbe la sua posizione sostanziale), il Presidente del Consiglio o il Presidente della Giunta regionale (i quali non possono essere qualificati, per ragioni formali e sostanziali, come parti, bensì come "interventori") rappresentano, di fronte al giudice delle leggi, il punto di vista degli organi di indirizzo politico.
Anche la Corte costituzionale è sottoposta al principio generale «ne eat iudex extra petita partium» (cosiddetto principio della "corrispondenza tra chiesto e pronunciato"), così come si ricava dall'art. 27 della legge n. 87 del 1953: «la Corte costituzionale [...] dichiara, nei limiti dell'impugnazione, quali sono le disposizioni legislative illegittime». Se questo principio rappresenta, da un lato, la conferma implicita della rilevanza della questione di legittimità costituzionale e, dall'altro, la codeterminazione della questione di legittimità costituzionale stessa da parte del giudice a quo e della Corte costituzionale, esso presenta delle rilevanti deroghe. Innanzi tutto, nella sua giurisprudenza, la Consulta ha spesso ampliato o ridotto gli argomenti o i termini o i profili di una questione di legittimità costituzionale, giungendo anche a impugnare una legge di fronte a sé medesima (comportandosi, ossia, come giudice a quo). Ma la deroga più evidente è quella prevista dallo stesso art. 27 della legge n. 87 del 1953: «[la Corte costituzionale] dichiara altresì quali sono le altre disposizioni legislative la cui illegittimità deriva come conseguenza della decisione adottata».

#### In via principale o d'azione
Il procedimento in via principale o di azione può essere attivato dallo Stato e dalle Regioni. L'art. 127 della Costituzione, così come modificato dalla legge costituzionale n. 3 del 2001, stabilisce infatti che «il Governo, quando ritenga che una legge regionale ecceda la competenza della Regione, può promuovere la questione di legittimità costituzionale dinanzi alla Corte costituzionale entro sessanta giorni dalla sua pubblicazione. La Regione, quando ritenga che una legge o un atto avente valore di legge dello Stato o di un'altra Regione leda la sua sfera di competenza, può promuovere la questione di legittimità costituzionale dinanzi alla Corte costituzionale entro sessanta giorni dalla pubblicazione della legge o dell'atto avente valore di legge».
Con la riforma del titolo V della Costituzione sono state parificate le armi processuali a disposizione dello Stato e delle Regioni, venendo meno la diversità di termini (trenta giorni per l'impugnazione regionale, sessanta per quella statale), il visto del Commissario del Governo e la relativa disciplina (con impugnazione successiva della legge statale, e preventiva di quella regionale). Per quanto riguarda invece il parametro costituzionale fatto valere, permane la differenza per cui lo Stato può impugnare la legge regionale per violazione di qualsiasi norma della Costituzione, mentre la Regione può impugnare la legge o un atto avente forza di legge dello Stato invocando unicamente la lesione delle proprie competenze costituzionalmente riconosciute (Corte costituzionale sent. n. 274/2003).
Estremamente rilevante, poi, è il disposto dell'art. 123 della Costituzione, il quale, dopo aver riconosciuto un'ampia autonomia statutaria alle Regioni, stabilisce che «il Governo della Repubblica può promuovere la questione di legittimità costituzionale sugli statuti regionali dinanzi alla Corte costituzionale entro trenta giorni dalla loro pubblicazione». In questo caso si tratta però di un ricorso preventivo - e non successivo come quello previsto per le leggi - in quanto il Governo è legittimato a impugnare gli Statuti entro trenta giorni dalla pubblicazione notiziale degli stessi (pubblicazione da cui decorrono i termini per la richiesta di referendum). Si è registrato, negli anni successivi alla riforma del titolo V della Costituzione, un ampio contenzioso vertente sulla legittimità costituzionale degli Statuti di numerose Regioni, contenzioso dalla cui soluzione dipende l'effettiva configurazione dell'autonomia regionale nel nostro ordinamento.
Per quanto riguarda l'organo competente a proporre l'impugnazione, esso va individuato - a livello statale - nel Consiglio dei ministri, e - a livello regionale - nella Giunta regionale. L'impugnazione, pur dovendo precisare puntualmente i termini positivi della questione e formulare sinteticamente i motivi, costituisce espressione di valutazioni sia giuridiche sia politiche. Per il carattere personale e concreto del conflitto, poi, non sono configurabili controinteressati o altri intervenienti.

### I conflitti di attribuzione

#### Tra poteri dello Stato
Dispone l'art. 37 della legge n. 87 del 1953 che «il conflitto tra poteri dello Stato è risoluto dalla Corte costituzionale se insorge tra organi competenti a dichiarare definitivamente la volontà del potere cui appartengono e per la delimitazione della sfera di attribuzioni determinata per i vari poteri da norme costituzionali».
La legittimazione a sollevare conflitti di attribuzione spetta non necessariamente all'organo gerarchicamente superiore nell'ambito di un potere, ma a quello che può manifestare in via definitiva la volontà del potere cui appartiene. Così, ad esempio, spetta a ogni autorità giudiziaria la legittimazione a sollevare il conflitto di attribuzioni interorganico nell'ambito della propria competenza. Anche un singolo ministro, come accadde nel cosiddetto "caso Mancuso" può essere legittimato a sollevare conflitto tra i poteri.
Per quanto riguarda ancora i profili soggettivi, si deve chiarire la nozione di "potere dello Stato". Posto il carattere policentrico del nostro ordinamento costituzionale, e quindi la non corrispondenza tra funzione e potere, e considerando inoltre la differenza che si pone tra attribuzione (che si fonda su disposizioni costituzionali) e competenza (che, essendo la misura dell'attribuzione, trova la sua fonte in disposizioni legislative), si riduce l'importanza dell'organo-soggetto per aumentare quella dell'oggetto, ponendosi l'attenzione della Corte, più che sulle attribuzioni, sulla natura costituzionale degli interessi. La giurisprudenza della Corte costituzionale, comunque, per riconoscere un potere dello Stato, richiede: che esso sia almeno menzionato dalla Costituzione; che gli competa una sfera di attribuzioni costituzionali; che ponga in essere atti in posizione di autonomia e indipendenza; che questi atti siano imputabili allo Stato.
Per ciò che, invece, concerne i profili oggettivi, c'è da sottolineare come qualsiasi atto sia idoneo a essere impugnato in sede di conflitto di attribuzione tra poteri dello Stato, e che il parametro può essere individuato in qualsiasi norma costituzionale (o anche in norme subcostituzionali concernenti la competenza).
Il conflitto, oltre alle ipotesi-limite di vindicatio potestatis, può più frequentemente assumere le forme di conflitto da menomazione (un potere invade l'ambito di un altro) o da interferenza (due poteri reclamano la stessa competenza).
Rimane infine da sottolineare come la pronuncia della Corte costituzionale riguardi sia l'atto impugnato sia, per il tramite di esso, la competenza e l'attribuzione.

#### Tra Stato e Regione e tra Regioni
Perché si instauri un conflitto di attribuzione, cosiddetto intersoggettivo, tra Stato e Regione (o tra Regioni) si richiede la presenza di un atto che invada la sfera di competenza assegnata dalla Costituzione allo Stato e alle Regioni.
Pur notando una sostanziale decostituzionalizzazione del parametro (dovendosi quindi, più correttamente, parlare di atti illegittimi e non incostituzionali), risulta impugnabile qualsiasi atto, con l'eccezione delle leggi e delle altre fonti primarie, richiedendosi altresì che la lesione sia attuale, concreta e non meramente virtuale (la Corte costituzionale - ha infatti affermato in una sentenza - non è un consulente costituzionale).
La tipologia del conflitto è estremamente simile a quella presentata in sede di analisi di conflitto tra poteri dello Stato: esso potrà quindi consistere in una rivendicazione, ovvero in un conflitto da menomazione, interferenza od omissione.
Competente a sollevare il conflitto, come per il giudizio in via principale, è il Consiglio dei ministri o la giunta regionale, con una impugnazione sempre successiva, e caratterizzata da elementi politici oltre che giuridici. La Corte costituzionale, d'altronde, può sospendere il giudizio e rimettere di fronte a sé stessa questione di legittimità costituzionale della legge in base alla quale è stato adottato l'atto impugnato, così come potrà sospendere l'esecuzione del medesimo atto impugnato.
Anche nel giudizio che risolve un conflitto di attribuzione tra Stato e Regioni, così come quello tra poteri dello Stato, oggetto del giudizio, per il tramite dell'atto, è la competenza, sia in astratto sia in concreto.
Particolare rilevanza presenta, nel giudizio di cui si sta trattando, il problema del contraddittorio. Soprattutto dopo la riforma del titolo V della Costituzione, infatti, si è riconosciuta una sfera di competenze anche agli enti locali subregionali, i quali rimangono privi di strumenti di tutela attivabili presso la Corte costituzionale.

### L'ammissibilità del referendum
Mentre, a norma dell'art. 32 della legge n. 352 del 1970, l'Ufficio centrale per il referendum, istituito presso la Corte suprema di cassazione, è competente a pronunciarsi circa la legittimità del referendum, a norma del successivo art. 33 della stessa legge n. 352/1970, nonché dell'art. 2 della legge costituzionale n. 1 del 1953, la Corte costituzionale è competente a pronunciarsi circa l'ammissibilità del referendum.
La giurisprudenza della Consulta, sul punto, è stata notevolmente innovativa, rispetto alle scarne disposizioni costituzionali. L'unico limite espresso, infatti, riguarda l'oggetto del quesito referendario che, a norma dell'art. 75 della Costituzione, non può riguardare leggi tributarie e di bilancio, di amnistia e di indulto, di autorizzazione a ratificare trattati internazionali. Accanto a queste limitazioni espresse, la Corte ne ha individuate altre, avendo riguardo a proprietà formali o sostanziali della legge oggetto di referendum (escludendo, in questo modo, le disposizioni di rango costituzionale, le leggi dotate di una forza passiva rinforzata, le norme a contenuto costituzionalmente vincolato). Per ciò che, inoltre, riguarda la domanda, la Corte ha precisato che essa, per corrispondere alla ratio stessa dell'istituto referendario, nonché al valore democratico del voto, deve rispondere a criteri di razionalità, omogeneità e coerenza. È infine da notarsi come, in alcune occasioni, si sia avuto un improprio esame della normativa di risulta, sub specie di sindacato anticipato di ragionevolezza.
Il presidente della Corte costituzionale, ricevuta comunicazione dell'ordinanza dell'Ufficio centrale per il referendum che dichiara la legittimità di una o più richieste di referendum, fissa il giorno della deliberazione in camera di consiglio non oltre il 20 gennaio dell'anno successivo a quello in cui la predetta ordinanza è stata pronunciata, e nomina il giudice relatore. Nella camera di consiglio sono ammessi al contraddittorio per essere sentiti i promotori e il Governo. Ma la Corte ha escluso la partecipazione di altri soggetti in quanto «la richiesta di estendere il contraddittorio ad altri cointeressati all'esito della vicenda referendaria trova insuperabili ostacoli nella stessa complessiva strutturazione del procedimento referendario, caratterizzato da precise scansioni temporali, e nella conseguente esigenza che pure la fase del controllo di ammissibilità si mantenga in stretta connessione cronologica con le fasi che la precedono e le fasi che la seguono, restando contenuta entro rigorosi limiti di tempo, che rischierebbero di venire superati per effetto di un diffuso e indiscriminato accesso di soggetti, i quali potrebbero poi chiedere di esporre anche oralmente le proprie ragioni».
Il giorno della deliberazione è comunicato ai delegati o presentatori e al Presidente del Consiglio dei ministri.
Entro tre giorni prima della deliberazione i delegati o i presentatori e il Governo possono depositare alla Corte memorie sulla legittimità costituzionale del referendum. La Corte deve decidere con sentenza da pubblicarsi entro il 10 febbraio, indicando le richieste ammesse e quelle respinte.
Della sentenza è data d'ufficio comunicazione al presidente della Repubblica, ai presidenti delle Camere, al presidente del consiglio dei ministri, all'Ufficio centrale per il referendum e ai delegati e presentatori entro cinque giorni dalla pubblicazione della sentenza e il dispositivo della sentenza è pubblicato nella Gazzetta Ufficiale della Repubblica italiana.

### I reati presidenziali
La Corte costituzionale, infine, è competente a giudicare del Presidente della Repubblica per i reati funzionali di alto tradimento e di attentato alla Costituzione (rimanendo la competenza dell'autorità giudiziaria ordinaria per i reati comuni, e l'irresponsabilità presidenziale – cui si affianca un obbligo morale di dimissioni, posto che, a norma dell'art. 54 secondo comma «i cittadini cui sono affidate funzioni pubbliche hanno il dovere di adempierle con disciplina ed onore [...]» – per i restanti reati commessi nell'esercizio delle sue funzioni).
In tale ipotesi, il Presidente della Repubblica è messo in stato di accusa dal Parlamento in seduta comune (richiedendosi la maggioranza assoluta dei membri), e giudicato dalla Corte costituzionale, integrata nella sua composizione da 16 membri estratti a sorte da un elenco di 45 eletti dal Parlamento ogni 9 anni fra i cittadini aventi i requisiti per l'eleggibilità a senatore.
Si ricorda che, inizialmente, sino alla riforma intervenuta con la legge costituzionale n.o 1 del 1989, la Corte era competente anche per i reati ministeriali. Oggi tale funzione, pur con procedure particolari, è assolta dalla giustizia ordinaria.
La pena inflitta non può superare la pena massima prevista per legge al momento della sentenza. L'esecuzione della sentenza è affidata alla Corte d'assise d'appello di Roma.

## Storia

### Il dibattito sulla Corte costituzionale in Assemblea Costituente
Nella seduta di apertura della discussione sulla Suprema Corte costituzionale del 13 gennaio 1947, il Presidente della Sezione speciale per l'elaborazione delle norme sul potere giudiziario – già vicepresidente dell'Assemblea Costituente –, Giovanni Conti, esordì evidenziando la necessità di raggiungere «un'intesa sugli scopi e sulle funzioni di questo nuovo organo». Fece notare che, secondo il progetto di Piero Calamandrei, alla Corte dovevano essere deferiti i giudizi sull'incostituzionalità di leggi e atti aventi forza di legge, mentre altri Costituenti ritenevano che la funzione unica della Corte dovesse essere l'esame di singoli atti e provvedimenti e non il sindacato su leggi e decreti. Altre proposte discusse in Assemblea volevano che la Corte si occupasse anche dei conflitti fra lo Stato e le Regioni.
L'on. Palmiro Togliatti, nella seduta dell'11 marzo 1947, definì la Corte costituzionale una «bizzarria» grazie alla quale «degli illustri cittadini verrebbero ad essere collocati al di sopra di tutte le Assemblee e di tutto il sistema del Parlamento e della democrazia, per esserne i giudici». La riluttanza di molti Costituenti (fra i quali Vittorio Emanuele Orlando, Francesco Saverio Nitti e Luigi Einaudi) a riconoscere un organo in grado di stabilire la legittimità o l'illegittimità della volontà del Parlamento nasceva dalla convinzione dell'intangibilità della decisione sovrana.

### Primo collegio
La Corte costituzionale si insedia ufficialmente il 15 dicembre 1955 con il giuramento dei 15 giudici, ponendo così fine al regime provvisorio di Controllo di legittimità costituzionale di fatto previsto, ai sensi della VII disposizione transitoria e finale, come strascico del vecchio sistema costruito all’interno del circuito della magistratura ordinaria (salvo per la Sicilia, che godette dal 1946 grazie alla sua Alta Corte di ampia autonomia), con al vertice la Corte suprema di cassazione, che ebbe esiti non sempre soddisfacenti.
Il 23 gennaio 1956 la Corte elegge Enrico De Nicola presidente.
L'udienza inaugurale si tenne il successivo 23 aprile alla presenza del Presidente della Repubblica Giovanni Gronchi e delle più alte cariche dello Stato.
Subito dopo, ebbe luogo la prima trattazione di una questione di legittimità costituzionale, sollevata dal Pretore di Prato Antonino Caponnetto, che era al suo primo incarico: nel successivo mese di giugno la sentenza caducò la norma del codice penale, in vigore dal 1930, che vietava di distribuire volantini sindacali. I sindacalisti Sergio Masi ed Enzo Catani erano stati infatti messi in carcere, ma nel dicembre del 1955 decisero di rivolgersi al pretore di Prato: la sua fu l'ordinanza n. 1 rimessa alla Consulta e nel giro di 4 mesi, grazie a un'azione concordata, 30 pretori seguirono la sua strada. Nell'udienza pubblica i due operai erano difesi tra l'altro da avvocati diventati giuristi di altissimo livello, come Vezio Crisafulli, Giuliano Vassalli e Massimo Severo Giannini.

### Arretrato della Corte
In corrispondenza del biennio dedicato al processo Lockheed, dalla fine degli anni '70 "l'arretrato della Corte assunse una preoccupante evidenza".
"Un primo passo nel senso della riduzione dell'arretrato si ebbe sotto la presidenza di Antonio La Pergola, allorché furono portate in decisione le questioni pervenute alla Corte prima degli anni '80 ed ancora pendenti. Ma ciò non bastava. Fu il Presidente Francesco Saja (...) ad imprimere una decisa accelerazione all'attività della Corte e a poter annunciare, a consuntivo dell'attività svolta nel 1988, il sostanziale azzeramento dell'arretrato". L'espansione vertiginosa negli anni ottanta delle decisioni d'inammissibilità fu però criticata, in quanto rese nella forma impropria della sentenza e giustificate solo in parte dall'esigenza di smaltire l'arretrato accumulato durante il processo Lockheed.

### Pandemia di COVID-19
A seguito dello scoppio della pandemia di COVID-19 in Italia, per la prima volta dalla sua fondazione la Presidenza della Corte ha deciso di sospendere tutte le udienze pubbliche calendarizzate nel mese di marzo 2020. In via temporanea è stato introdotto l'invio in formato elettronico di atti e memorie mediante posta elettronica certificata, con l'esclusione del deposito di nuovi ricorsi, mutuando tale nuova modalità organizzativa dal procedimento amministrativo telematico.

## Critiche

### Autorizzazione a spese superiori alle entrate
Una delle critiche fatte alla Corte costituzionale è quella d'aver autorizzato, con la sentenza del 1966, il diritto da parte del Governo e del Parlamento di procedere a una spesa pubblica più elevata rispetto alle entrate dichiarate dal bilancio, producendo così un aumento sconsiderato del debito pubblico.
L'articolo 81 della Costituzione italiana recitava infatti, all'epoca della sentenza:
Ogni altra legge che importi nuove o maggiori spese deve indicare i mezzi per farvi fronte.»
(Articolo 81, commi III e IV, della Costituzione della Repubblica Italiana)
Questa norma, introdotta dai costituenti, per evitare o arginare l'aumento del debito pubblico, viene definita da Luigi Einaudi:
(Luigi Einaudi.)
Nel 1966 però, la Corte costituzionale pronuncia una sentenza che dichiara:
(Corte costituzionale, sentenza 10 gennaio 1966, n.1)
In questo modo viene autorizzato, seppur di soppiatto, lo scavalcamento del dettato costituzionale e viene consentito al governo di turno di spendere soldi anche in previsione d'entrate future, dando di fatto il via all'esplosione del debito pubblico italiano.
Questa decisione procurerà una denuncia d'incostituzionalità da parte della Corte dei conti, che però rimarrà inascoltata.
La legge costituzionale 20 aprile 2012, n.1 (pubblicata nella Gazzetta Ufficiale del 23 aprile 2012) ha introdotto nella Costituzione il principio dell'equilibrio delle entrate e delle spese, cosiddetto "pareggio di bilancio"), che di fatto supera il contenuto della sentenza del 1966.
Il nuovo testo dell'art. 81 Cost. prevede:
(Articolo 81, commi II e III, della Costituzione della Repubblica Italiana)
Come conseguenza, la Corte ha avuto occasione di affermare che «il principio di analitica copertura finanziaria – espresso dall'art. 81, terzo comma, Cost., come formulato dalla legge costituzionale n. 1 del 2012 e previsto dall'art. 17 della legge n. 196 del 2009 – ha natura di precetto sostanziale, cosicché ogni disposizione che comporta conseguenze finanziarie di carattere positivo o negativo deve essere corredata da un'apposita istruttoria e successiva allegazione degli effetti previsti e della relativa compatibilità con le risorse disponibili» (sentenza n. 224 del 2014). Nella sentenza n. 133/2016, poi, la Corte costituzionale ha dichiarato infondata una questione di legittimità costituzionale, per violazione dell'art. 81, terzo comma, Cost., affermando che nell'approvazione della legge impugnata era stata operata «la realizzazione di tutti gli adempimenti necessari a garantire l'esatta quantificazione e la credibile copertura degli oneri finanziari da esse derivanti, in specie degli adempimenti prescritti dall'art. 17, comma 3, della legge 31 dicembre 2009, n. 196 (Legge di contabilità e finanza). (...) Poiché gli adempimenti prescritti dall'art. 17 della legge n. 196 del 2009 sono stati soddisfatti, i conteggi svolti in relazione alla spesa e le previsioni effettuate non appaiono implausibili (sentenza n. 214 del 2012), con conseguente esclusione della violazione dell'obbligo di copertura finanziaria».
Ad ogni modo, anche alla luce degli obblighi assunti dallo stato italiano in ambito finanziario con l'adesione a trattati internazionali, la Corte adotta un criterio di tipo prudenziale nel prevedere spese e ove lo ritenga opportuno, può limitare la retroattività di una sua sentenza per contenerne i costi e l'impatto sulle finanze pubbliche.

### Scelta dei quesiti referendari giudicati ammissibili
Molte critiche sono state rivolte, dagli anni sessanta a oggi, alla Corte costituzionale da parte dei Radicali e dai liberali italiani in merito alle scelte fatte dalla corte in materia d'ammissibilità dei quesiti referendari.
Essendo infatti la Corte costituzionale l'ente atto a pronunciarsi circa l'ammissibilità del referendum, essa dovrebbe, secondo queste critiche, limitarsi a dichiarare inammissibili soltanto i quesiti referendari che, a norma dell'articolo 75 della Costituzione, riguardino leggi tributarie e di bilancio, di amnistia e di indulto, di autorizzazione a ratificare trattati internazionali:
(Articolo 75, comma II, della Costituzione della Repubblica Italiana)
La Corte costituzionale nel corso dei decenni ha frequentemente giudicato inammissibili quesiti referendari che nulla avevano a che fare con queste tematiche, e quindi, secondo i loro promotori, dovevano essere dichiarati ammissibili e sottoposti al vaglio degli elettori tramite referendum.
Particolarmente colpiti da queste decisioni della Corte sono i Radicali di Marco Pannella ed Emma Bonino, ai quali dal 1977 al 2004 vengono giudicati inammissibili dalla Corte costituzionale ben 48 quesiti.

#### Referendum radicale del 1978
Tra i casi più eclatanti, vi è sicuramente quello dei referendum del 1978.
Nel 1976, il pacchetto referendario deciso dal 17º congresso del Partito Radicale acquisiva il carattere di vero e proprio programma politico alternativo della sinistra libertaria di cui i Radicali si consideravano oramai gli unici interpreti.
Il movimento così deliberava l'inizio d'una stagione per la raccolta di firme e la presentazione di 8 quesiti referendari che riguardassero le proposte: dell'abrogazione del Concordato; abolizione della legge Reale; abolizione di 78 articoli del Codice Rocco; abolizione del finanziamento pubblico dei partiti; abolizione del codice penale militare di guerra (RD 303/1941) e della legge sull'ordinamento giudiziario militare (RD 1022/1941); abolizione della legge sui manicomi.
Con la sentenza n. 16 del 2 febbraio 1978, s'inaugura però quella che i Radicali chiamano «la giurisprudenza anti-referendum ed anti-Costituzione della Corte costituzionale».

La Corte costituzionale giudica infatti inammissibili quattro quesiti su otto, precisamente: quello sull'abolizione del Concordato tra Stato italiano e Vaticano, quello su parti del Codice Rocco, e i due per l'abolizione dei Tribunali Militari, sebbene nessuno di questi quattro quesiti riguardi "leggi tributarie e di bilancio, di amnistia e di indulto, di autorizzazione a ratificare trattati internazionali".

#### Referendum radicale del 2000
Un altro caso significativo è sicuramente quello dei referendum abrogativi del 2000.
Quell'anno i Radicali referendari avevano raccolto oltre 16 milioni di firme per la presentazione di 20 quesiti referendari, che però furono drasticamente ridotti a 7 da parte della Corte costituzionale.
Furono giudicati inammissibili i quesiti su: tempo determinato; eliminazione trattenute automatiche associative e sindacali; abolizione del monopolio statale sul collocamento al lavoro; part time; lavoro a domicilio; abolizione sostituto d'imposta; smilitarizzazione della Guardia di Finanza; aumento dell'età pensionabile; abolizione del Servizio Sanitario Nazionale; abolizione del monopolio statale Inail; introduzione della responsabilità civile dei magistrati; abolizione della carcerazione preventiva; termini ordinatori e perentori; abolizione dei patronati sindacali.
Questa decisione della Corte costituzionale fu così commentata dal politologo Angelo Panebianco:
(Angelo Panebianco, Corriere della Sera, 4 febbraio 2000)

### Cena a casa di Luigi Mazzella
Nel 2009 ha suscitato polemiche il comportamento tenuto da due giudici della Corte, Luigi Mazzella e Paolo Maria Napolitano: secondo quanto riferito in un articolo del settimanale l'Espresso essi hanno avuto un incontro privato con l'allora presidente del Consiglio dei ministri Silvio Berlusconi, fatto accaduto a maggio 2009, alcuni mesi prima che la Corte fosse chiamata a esprimersi sulla costituzionalità del cosiddetto lodo Alfano, legge che riguardava lo stesso presidente del Consiglio.

### Busto di Azzariti
La presenza di un busto dedicato a Gaetano Azzariti nel corridoio nobile della Corte costituzionale ha dato luogo alla richiesta di sua rimozione, dovuta al fatto che Azzariti fu il presidente del Tribunale della razza (l'istituto aveva in realtà il compito di sottrarre alle leggi razziali fasciste chi si appellava, "arianizzandole"), tale richiesta appoggiata mediaticamente dal giornalista Gian Antonio Stella dopo l'uscita del saggio Gaetano Azzariti: dal Tribunale della razza alla Corte costituzionale, scritto da Massimiliano Boni, consigliere della Corte costituzionale.
Una lettera di richiesta di rimozione venne presentata nel 2012 da Paolo Maria Napolitano, nella quale chiedeva: "perché mai il suo busto deve avere l'onore di restare esposto nel corridoio nobile della Corte costituzionale? Non c'è neppure «un motivo di carattere generale» perché «non vi sono i busti di tutti i presidenti». La richiesta di rimozione del busto venne rigettata dalla Corte.

## Abito cerimoniale
Nelle occasioni cerimoniali, i giudici costituzionali indossano una toga nera con merletti dorati, su modello dei roboni senesi del Cinquecento, sulla quale portano un collare d'oro con un pendente raffigurante la Repubblica italiana impersonificata e portano con loro un tocco ricamato in oro.

## Riferimenti normativi
- Costituzione della Repubblica Italiana, articolo 134-137
- Legge costituzionale 9 febbraio 1948, n. 1, in materia di "Norme sui giudizi di legittimità costituzionale e sulle garanzie d’indipendenza della Corte costituzionale"
- Legge costituzionale 11 marzo 1953, n. 1, in materia di "Norme integrative della Costituzione concernenti la Corte costituzionale"
- Legge 11 marzo 1953, n. 87, in materia di "Norme sulla costituzione e sul funzionamento della Corte costituzionale"
- Legge 25 gennaio 1962, n. 20, in materia di "Norme sui procedimenti e giudizi di accusa"
- Legge costituzionale 22 novembre 1967, n. 2, in materia di "Modificazione dell’art. 135 della Costituzione e disposizioni sulla Corte costituzionale"